# 2013-as magyar asztalitenisz-bajnokság
A 2013-as magyar asztalitenisz-bajnokság a kilencvenhatodik magyar bajnokság volt. A bajnokságot március 2. és 3. között rendezték meg Budaörsön.

## Eredmények
| Versenyszám  | Arany                                                              | Arany | Ezüst                                                  | Ezüst | Bronz | Bronz |
| ------------ | ------------------------------------------------------------------ | ----- | ------------------------------------------------------ | ----- | --- | ----- |
| Férfi egyéni | Pattantyús Ádám TT St. Louis                                       |       | Fazekas Péter Celldömölki VSE                          |       | Lakatos Tamás KSI SEJakab János Budaörsi SC                                                                                                |       |
| Női egyéni   | Ambrus Krisztina SV DJK Kolbermoor                                 |       | Pergel Szandra Budaörsi SC                             |       | Kertai Rita Postás SENagyváradi Mercédesz Postás SE                                                                                        |       |
| Férfi páros  | Gerold Gábor, Lindner Ádám KSV Kapfenberg , USD Apuania Carrara TT |       | Móricz Máté, Varga Sándor Félegyházi ASI, Pénzügyőr SE |       | Lakatos Tamás, Pázsy Ferenc KSI SE, Wels Union SPG Kosiba Dániel, Zombori Dávid Københavns BTK , TT St. Denis                              |       |
| Női páros    | Póta Georgina, Lovas Petra TTC Berlin Eastside                     |       | Pergel Szandra, Madarász Dóra Budaörsi SC              |       | Hepke Johanna, Horváth Lilla Budaörsi SC, TSV Raiba Fulpmes Ambrus Krisztina, Fazekas Mária SV DJK Kolbermoor , TTSV Saarlouis-Fraulautern |       |
| Vegyes páros | Kosiba Dániel, Madarász Dóra Københavns BTK , Budaörsi SC          |       | Jakab János, Pergel Szandra Budaörsi SC                |       | Lindner Ádám, Kertai Rita USD Apuania Carrara TT , Postás SELakatos Tamás, Nagyváradi Mercédesz KSI SE, Postás SE                          |       |